# GFI1B
GFI1B (англ. Growth factor independent 1B transcriptional repressor) – білок, який кодується однойменним геном, розташованим у людей на короткому плечі 9-ї хромосоми. Довжина поліпептидного ланцюга білка становить 330 амінокислот, а молекулярна маса — 37 492.
| 10         |  | 20         |  | 30         |  | 40         |  | 50         |
| ---------- |  | ---------- |  | ---------- |  | ---------- |  | ---------- |
| MPRSFLVKSK |  | KAHTYHQPRV |  | QEDEPLWPPA |  | LTPVPRDQAP |  | SNSPVLSTLF |
| PNQCLDWTNL |  | KREPELEQDQ |  | NLARMAPAPE |  | GPIVLSRPQD |  | GDSPLSDSPP |
| FYKPSFSWDT |  | LATTYGHSYR |  | QAPSTMQSAF |  | LEHSVSLYGS |  | PLVPSTEPAL |
| DFSLRYSPGM |  | DAYHCVKCNK |  | VFSTPHGLEV |  | HVRRSHSGTR |  | PFACDICGKT |
| FGHAVSLEQH |  | THVHSQERSF |  | ECRMCGKAFK |  | RSSTLSTHLL |  | IHSDTRPYPC |
| QFCGKRFHQK |  | SDMKKHTYIH |  | TGEKPHKCQV |  | CGKAFSQSSN |  | LITHSRKHTG |
| FKPFSCELCT |  | KGFQRKVDLR |  | RHRESQHNLK |  |            |  |            |

A: Аланін

C: Цистеїн

D: Аспарагінова кислота

E: Глутамінова кислота

F: Фенілаланін

G: Гліцин

H: Гістидин

I: Ізолейцин

K: Лізин

L: Лейцин

M: Метіонін

N: Аспарагін

P: Пролін

Q: Глутамін

R: Аргінін

S: Серин

T: Треонін

V: Валін

W: Триптофан

Кодований геном білок за функціями належить до репресорів, активаторів, регуляторів хроматину, білків розвитку. 
Задіяний у таких біологічних процесах, як транскрипція, регуляція транскрипції, альтернативний сплайсинг. 
Білок має сайт для зв'язування з іонами металів, іоном цинку, ДНК. 
Локалізований у ядрі.